# Haas & Cie
Haas & Cie war eine Schweizer Uhrenmanufaktur, deren Marke heute noch von der südkoreanischen Uhrenfirma SWC vertrieben wird.

## Hintergrund
Das ursprüngliche Unternehmen wurde 1848 in Genf am Quai du Mont-Blanc 5 von Léopold Haas (1827–1915) und Benjamin Haas (1828–1925) unter dem Namen Ancienne Manufacture des Montres Haas & Cie gegründet.
1884 wurde der Name in Haas Neveux & Cie geändert, da neue Familienmitglieder sich an der Gesellschaft beteiligten. Zeitgleich wurde das Originallogo von B.H. & Co. in einen kleinen rennenden Hasen in einem Oval unterhalb der Buchstaben HNC geändert. 1896 stellte Haas mit einer Damenuhr mit einem 2 mm dünnen Uhrwerk einen Rekord auf. Im Jahr 1902 gewann Haas den ersten Preis für Präzision im Wettbewerb Observatoire de Geneve. 1914 wurde Haas mit dem Grand Prix der Schweizer Nationalausstellung in Bern ausgezeichnet. 1930 brachte Haas als eine der ersten Manufakturen ein quadratisches Uhrengehäuse auf dem Markt. International war Haas zu dieser Zeit bereits in Europa, dem Osten und in ganz Amerika vertreten.
1991 wurde unter dem Markennamen Haas & Cie von dem 1987 unter dem Originalnamen Ancienne Manufacture des Montres Haas & Cie gegründeten Unternehmen nochmals eine Uhrenlinie angeboten. Diese Firma mit Sitz in Mont-sur-Rolle ging jedoch in Konkurs.
Seit 1997 vertreibt die südkoreanische SWC Co. Ltd., früher Samsung Watch Company, ihre Produkte unter dem Markennamen „Haas & Cie“.